# AC Propulsion
Ne doit pas être confondu avec AC Cars.
AC Propulsion est une société basée à San Dimas en Californie, États-Unis, fondée en 1992 par Alan Cocconi. Son président (CEO) est actuellement (2010) Thomas B. Gage. La société développe des systèmes de propulsion électrique pour automobiles à la demande, ainsi que des démonstrateurs de voitures électriques ; la société utilise l'appellation « tzero » (prononcer « t-zéro »), censée désigner le niveau historique initial de la technologie dans ce domaine.
AC Propulsion se spécialise également dans la gestion intelligente des blocs de batteries, et le contrôle électronique dans cette gamme de puissance.
Paul F. Carosa, son cofondateur et vice-président technologie, a travaillé précédemment pour Hughes Aircraft Company, où il a participé au développement de groupes auxiliaires de puissance pour avion, et celui des prototypes des systèmes de recharge pour la défunte EV1 de General Motors. Le fondateur Alan Cocconi a conçu et créé le contrôleur utilisé dans la voiture Impact de General Motors, devenue plus tard l'EV1.

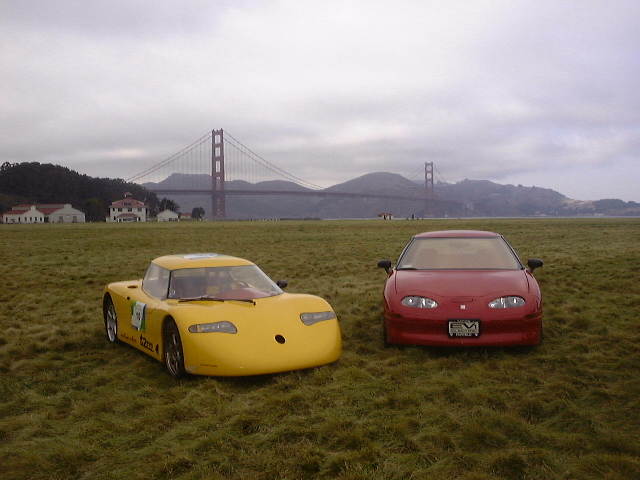
La tzero en jaune à côté de l'EV1 en rouge.

AC propulsion a proposé le premier train propulseur de 150 kW (200 chevaux) en 1994, le AC-150. Il a été utilisé dans différents véhicules, tels que des véhicules hybrides.
AC Propulsion est également leader dans la technologie V2G (vehicle-to-grid), qui permet d'alimenter le réseau électrique à partir de l'énergie stockée dans les batteries. L'intérêt de cette technologie est de contribuer à effacer les pointes de consommation électrique, source de surcoût élevé pour l'ensemble de la filière, payé par le consommateur final.
La société a également travaillé sur l'ingénierie de moteurs à combustion interne, en s'appuyant sur le fait que la consommation et les émissions polluantes d'un moteur thermique tournant à régime constant sont améliorées par rapport aux véhicules classiques à régime variable,.

## Véhicules utilisant un système de propulsion AC Propulsion
- AC Propulsion tzero (en)
- AC Propulsion eBox (en)
- Volvo 3CC
- Venturi Fétish[4]
- Courrèges EXE et Courrèges Zooop (batteries Li-Po)
- Wrightspeed X1 (sur un châssis de Ariel Atom). Cette voiture a défié et battu (sur 400 mètres) une Porsche et une Ferrari[5]
- Tesla Roadster (Tesla est licencié de AC Propulsion)
- Mini E[6]